# Поленти, Тим
Тимоти Джеймс (Тим, Ти-Поу) Поленти (англ. Timothy James "Tim" "T-Paw" Pawlenty, 27 ноября 1960, Сент-Пол, Миннесота) — американский политик, представляющий Республиканскую партию. Губернатор штата Миннесота с 2003 по 2011 год.